# Thiodicarbe
Le thiodicarbe  est une substance active de phytosanitaire de type oxime carbamate qui présente un effet inhibiteur d'acétylcholinestérase, ce qui lui a valu d'être utilisé comme insecticide, commercialisé sous le nom de Larvin par Bayer.

## Historique
Le thiodicarbe a été enregistré aux États-Unis en 1984 par Union Carbide avant d'être repris par la filiale américaine de la société Rhône-Poulenc, puis par la société Bayer qui a annoncé, en 2011, l'arrêt de la vente de ce produit, du fait de sa dangerosité.
Le produit continue à être fabriqué en Chine et utilisé en Asie et en Australie.

## Réglementation
L'utilisation et la vente du Thiodicarbe est interdite en Europe.[Depuis quand ?]
Aux États-Unis le Thiodicarbe est en cours de réexamen.[Quand ?]

## Toxicité pour l’homme
Le thiodicarbe est classé extrêmement toxique et cancérigène, c'est un inhibiteur des cholinestérases.